# Inorganic Crystal Structure Database
Die Inorganic Crystal Structure Database (kurz: ICSD) ist eine umfassende und autoritative Datenbank für Kristallstrukturdaten anorganischer Verbindungen. Sie wird von FIZ Karlsruhe – Leibniz-Institut für Informationsinfrastruktur in Zusammenarbeit mit dem National Institute of Standards and Technology (NIST) und anderen internationalen Partnern gepflegt.
Im Jahr 2023 enthält die ICSD über 200.000 Einträge, die eine breite Palette anorganischer Kristallstrukturen abdecken, von Elementen und Mineralien bis hin zu Intermetallischen Verbindungen. Jeder Eintrag in der Datenbank enthält Informationen über die Kristallstruktur, die Raumgruppe, die atomaren Koordinaten und die Temperatur der Messung. Dies macht sie zu einer wichtigen Ressource für Fachleute der  Festkörperphysik, Chemie, Materialwissenschaft und Kristallographie.
Forscher nutzen die ICSD, um strukturelle Daten zu erkunden, unbekannte Materialien zu identifizieren, strukturelle Beziehungen zwischen verschiedenen Materialien zu verstehen und neue Materialien zu entwerfen. Die Datenbank wird regelmäßig mit neuen Strukturen aktualisiert, die durch Röntgen-, Neutronen- und Elektronenbeugungsmethoden bestimmt wurden.
Der Zugang zur ICSD erfolgt in der Regel über ein Abonnement, das häufig durch eine akademische oder Forschungseinrichtung bereitgestellt wird. Die Datenbank ist in verschiedene Softwaretools für kristallographische Analyse und Materialdesign integriert.